# Arquidiocese de Dar-es-Salaam
A Arquidiocese de Dar-es-Salaam (Archidiœcesis Daressalaamensis) é uma circunscrição eclesiástica da Igreja Católica situada em Dar-es-Salaam, Tanzânia. Seu atual arcebispo é Jude Thaddaeus Ruwa’ichi, O.F.M. Cap.. Sua Sé é a Catedral de São José de Dar-es-Salaam.
Possui 109 paróquias servidas por 285 padres, abrangendo uma população de 5 798 760 habitantes, com 29,7% da dessa população jurisdicionada batizada (1 724 371 católicos).

## História
A prefeitura apostólica de Zanguebar Meridional foi erigida em 16 de novembro de 1887, recebendo o território do vicariato apostólico de Zanguebar (atual Arquidiocese de Nairóbi).
Em 15 de setembro de 1902 a prefeitura apostólica foi elevada a vicariato apostólico com o breve Romani Pontifices do Papa Leão XIII.
Em 10 de agosto de 1906 assume o nome de vicariato apostólico de Dar-es-Salaam.
Em 12 de novembro de 1913 e em 3 de março de 1922 cedeu partes do seu território para a ereção, respectivamente, das prefeituras apostólicas de Lindi (atual Arquidiocese de Songea) e de Iringa (hoje diocese).
Em 25 de março de 1953 o vicariato apostólico foi elevado à dignidade de arquidiocese metropolitana por força da bula Quemadmodum ad Nos do Papa Pio XII.
Em 21 de abril de 1964 cedeu outra parte do território em vantagem da ereção da Diocese de Mahenge.
Em 9 de julho do mesmo ano por força do decreto Cum in territorio da Congregação de Propaganda Fide cedeu o distrito de Liwale para a diocese de Nachingwea (atual Diocese de Lindi).
Recebeu a visita apostólica do Papa João Paulo II em setembro de 1990.

## Prelados
|                        | Nome                                 | Período     | Notas                               |
| Arcebispos             | Arcebispos                           | Arcebispos  | Arcebispos                          |
| ---------------------- | ------------------------------------ | ----------- | ----------------------------------- |
| 4º                     | Jude Thaddaeus Ruwa’ichi, O.F.M.Cap. | 2019 -      | Atual                               |
| 3º                     | Polycarp Cardeal Pengo               | 1992 - 2019 | Arcebispo emérito                   |
| 2º                     | Laurean Cardeal Rugambwa             | 1968 - 1992 |                                     |
| 1º                     | Edgar Aristide Maranta, O.F.M.Cap.   | 1953 - 1968 |                                     |
| Arcebispos-coadjutores |                                      |             |                                     |
|                        | Jude Thaddaeus Ruwa’ichi, O.F.M.Cap. | 2018 - 2019 |                                     |
|                        | Polycarp Pengo                       | 1990 - 1992 |                                     |
| Bispos                 |                                      |             |                                     |
| 4º                     | Edgar Aristide Maranta, O.F.M.Cap.   | 1930 - 1953 | Elevado à Arcebispo                 |
| 3º                     | Joseph Gabriel Zelger, O.F.M.Cap.    | 1923 - 1929 |                                     |
| 2º                     | Thomas Spreiter, O.S.B.              | 1906 - 1920 | Nomeado Vigário Apostólico de Natal |
| 1º                     | Cassian Spiß, O.S.B.                 | 1902 - 1905 |                                     |
| Bispos-auxiliares      |                                      |             |                                     |
|                        | Henry Mchamungu                      | 2021 -      | Atual                               |
|                        | Stephano Lameck Musomba, O.S.A.      | 2021-2025   | Nomeado Bispo de Bagamoyo           |
|                        | Titus Joseph Mdoe                    | 2013-2015   | Nomeado Bispo de Mtwara             |
|                        | Eusebius Alfred Nzigilwa             | 2010-2020   | Nomeado Bispo de Mpanda             |
|                        | Salutaris Melchior Libena            | 2010-2012   | Nomeado Bispo de Ifakara            |
|                        | Method Kilaini                       | 1999-2009   | Nomeado Bispo auxiliar de Bukoba    |
|                        | Elias Mchonde                        | 1956-1964   | Nomeado Bispo de Mahenge            |
| Prefeitos apostólicos  |                                      |             |                                     |
| 2º                     | Maurus Hartmann, O.S.B.              | 1894 - 1902 |                                     |
| 1º                     | Bonifatius Fleschutz, O.S.B.         | 1887 - 1891 |                                     |